# Чумађи (Валча)
Чумађи (рум. Ciumagi) насеље је у Румунији у округу Валча у општини Ладешти. Oпштина се налази на надморској висини од 361 m.

## Становништво
Према подацима из 2002. године у насељу је живело 132 становника, од којих су сви румунске националности.